# Tata, Marocko

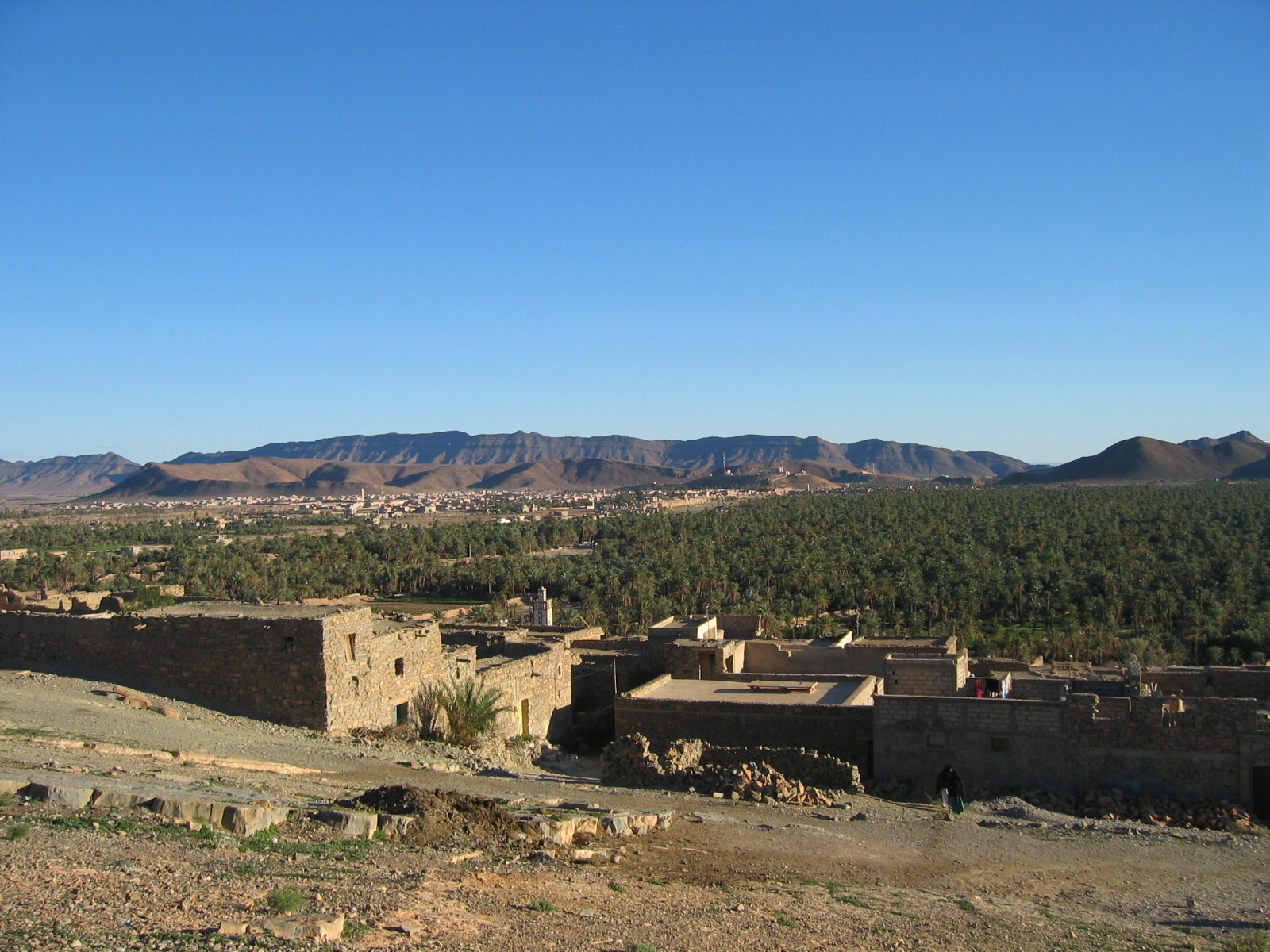
Tata med omgivning.

Tata är en stad i Marocko och är administrativ huvudort för provinsen Tata som är en del av regionen Souss-Massa. Folkmängden uppgick till 18 611 invånare vid folkräkningen 2014.